# Забастовка студентов Лодзинского университета (1981)
Забастовка студентов Лодзинского университета — студенческий протест, происходивший в Лодзи, Польша, в январе и феврале 1981 года.

## Предпосылки
В конце августа 1980 года студенческие кружки Гданьска предложили создать независимую студенческую ассоциацию. 10 сентября в Варшаве был создан Учредительный комитет Независимого союза студентов (пол. Niezalezne Zrzeszenie Studentów, далее NZS), а осенью 1980 года по всей Польше были организованы его местные отделения. 18 и 19 октября в Варшавском политехническом университете состоялся Съезд делегатов учредительных комитетов независимых студенческих организаций в Варшаве, на котором был избран Национальный учредительный комитет Независимого союза студентов. Был составлен устав, и Варшава была выбрана штаб-квартирой NZS. 20 октября в Воеводский суд в Варшаве было подано заявление «О регистрации Независимого самоуправляемого студенческого профсоюза под названием: Независимый союз студентов».
13 ноября суд отклонил заявление о регистрации NZS. В ответ начались акции протеста в университетах. В Лодзи 6 января на Факультете права и управления Лодзинского университета началась акция «Ожидание солидарности», заключающаяся в захвате здания факультета после окончания занятий. 8 января Факультет экономики и социологии присоединился к акции, а 11 января на математическом и физико-химическом факультетах началась профессиональная забастовка. 21 января на филологическом факультете состоялись переговоры студентов с делегацией Министерства науки и высшего образования. Вечером того же дня, после того как переговоры прервались, Войцех Вальчак и Веслав Урбаньский объявили профессиональную забастовку в Лодзинском университете.

## Эскалация

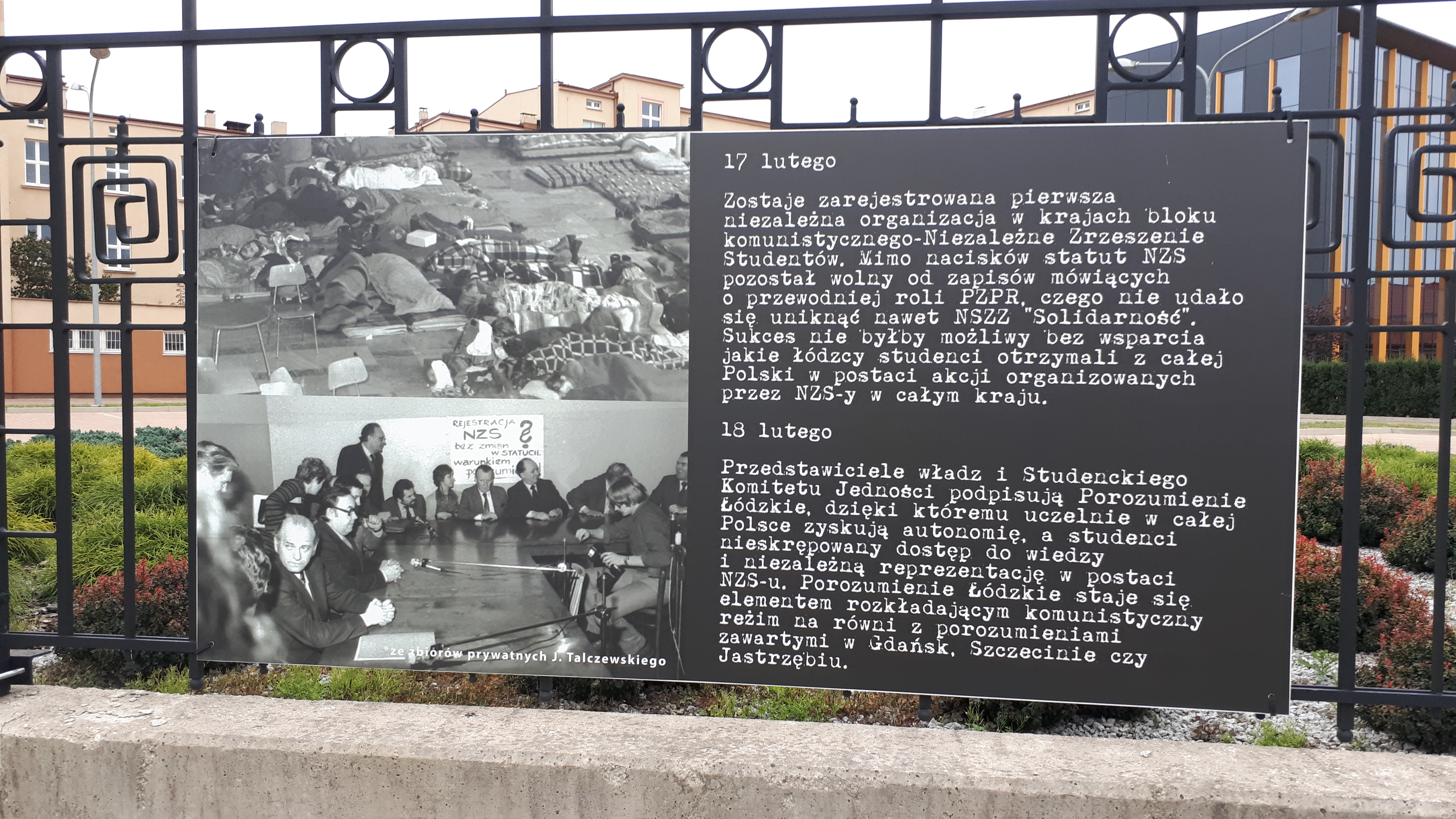
Мемориальная доска, установленная в Лодзинском университете в память о событиях 1981 года.

Забастовка началась 29 января, в ней принимали участие свыше 10 000 студентов Лодзинского университета. Были выдвинуты требования, в том числе: регистрация NZS, отмена обязательного преподавания русского языка и воспитательных предметов, отмена цензуры в издательствах, право на свободный выезд за границу, сокращение срочной службы для студентов, введение самостоятельности ВУЗов в научно-педагогической делах, продление срока обучения до пяти лет, уважении автономии университета со стороны Министерства обороны и следственных органов, улучшение жилищных условий студентов и выпускников, а также об освобождении политзаключенных и наказании виновных в подавлении рабочих протестов в декабре 1970 и 1976 годов. Забастовку активно поддержали академические преподаватели и административный персонал университета. Перед зданием каждый день собирались толпы местных жителей, выражающих одобрение бастующим.
От имени правительства Польской Народной Республики переговоры вела Межведомственная комиссия под председательством министра науки, высшего образования и технологий проф. Януша Горского (ректор Лодзинского университета в 1972—1975 годах), а в состав вошли также представители министерств культуры и искусства, здравоохранения, юстиции и Генерального штаба Войска польского. Со стороны NZS — Межуниверситетский консультационный комитет, в состав которого вошли Мацей Мацеевский, Марек Перлиньский, Веслав Поточный, Войцех Вальчак, Марцин Собещаньский, Анджей Болановский, Петр Коциолек, Станислав Новак, Кшиштоф Сулик, Ян Пшибыльский, Радослав Журавский.
15 февраля переговоры прервались из-за того, что власти не согласились на регистрацию NZS без изменения устава, потребовав, в том числе, признания руководящей роли ПОРП и ограничения права на забастовку. В следующие два дня в других университетах вспыхнули забастовки солидарности: Медицинский университет в Познани, Ягеллонский университет в Кракове, Горно-металлургическая академия в Кракове и Варшавский университет присоединились к бастующим.
После почти месяца забастовок, 17 февраля, суд зарегистрировал первую независимую организацию в странах коммунистического блока — Независимый союз студентов. 18 февраля министр Гурский подписал со студентами Лодзинское соглашение, которое положило конец забастовке в Лодзи и прекратило забастовки в других университетах Польши.
Забастовка продлилась 29 дней и на тот момент была самой продолжительной студенческой забастовкой в Европе.

## Последствия
В результате выполнения требований бастовавших университеты получили автономию, а студенты — независимую организацию. Помимо регистрации NZS, власти согласились удовлетворить более пятидесяти других требований, в том числе сократить срок военной службы для студентов, разрешить выбор языковых курсов, продлить срок обучения и улучшить социальное положение студентов. В то же время принятые требования в основном носили социально-групповой, а не политический характер. Согласие властей на создание NZS выглядело признанием объективно уже свершившегося факта. Радикальные активисты студенческого союза были недовольны благоприятным, казалось бы, исходом переговоров.